# Hana Brady
Hana Brady, på tyska Hanna Brady var en tjeckisk judeflicka, född 16 maj 1931 i Prag, död 23 oktober 1944. Hana och hennes familj var alla offer för Förintelsen. Hana och hennes äldre broder George fördes 1942 till koncentrationslägret Terezín (Theresienstadt). 2 år senare fördes hon till koncentrationslägeret i Auschwitz och bara timmar senare gasades Hana till döds. Hennes bror, George avled 2019. 